# Lina Areklew
Lina Areklew, född 1979 i Solna, är en svensk författare och lektör. Hennes debutroman Ur askan gavs ut på Bazar förlag och nominerades till Crimetime Awards Årets deckardebut 2020. Ulvöserien är översatt till ett tiotal språk.
Hon är dotter till musikern Michael Areklew.

## Biografi
Lina Areklew föddes i Solna, Stockholm, men växte upp i Örnsköldsvik. Hon är utbildad nationalekonom och projektledare, men arbetar 2023 som frilansade lektör och författare. Ulvöserien är hennes första bokserie och är utgiven på förlaget Bazar som tillhör Bonnier. Lina Areklew representeras av agenturen Nordin Agency.